# Појас невиности
Појас невиности је справа којом су средњовековни витезови осигуравали невиност својих вереница. Сматра се проналаском мушке љубоморе чија идеја вуче корене још из Одисеје где богови са Олимпа, тачније Арес сумњајући у неверство жене наређује богу ковачу Хефесту да око струка богиње Афродите искује најтежи појас.
Како се у средњем веку сматрало највреднијим миразом чедност и верност девојке, вереник је налагао окивање изабранице „девичанским котуром“. За време крсташких ратова витезови пред одлазак у неизвестан поход на Блиски исток, су код посебних бравара и ковача наручивали појасеве за веренице. Мајстори су се под казном смрти обавезивали да веренику предају и дупликат кључа и да одбију израду новог. У присуству родитеља, цркве и носилаца власти девојке су окиване тешким и рогобатним појасевима. Он се натицао деветог месеца од мужевљевог, а на сам дан од верениковог одласка. Ратник је носио кључ са собом око врата као амајлију. Они су се израђивали најчешће од гвожђа, али и од племенитих метала, зависно од статуса. Састојао се од обруча са 9 спојница, једне опруге спојене кукицама никлованог гвожђа које је приоњало уз кукове и карлицу. Прстен појаса је имао мост чији се испуст пружао доњим трбухом између ногу. Од зноја, мокраће и купања појасеви су рђали, а оштре ивице се заривале до самих кукова стварајући ожиљке па су подмазивани зечјом машћу и туцаним прашком самлевеним од јеленских рогова. Да би их се ослободиле жене су биле принуђене изгладњивању и мршављењу како би их што лакше носиле. Процват израде појаса невиности је доживео 1135. године у Фиренци тзв. Фирентински појас. Оригинални узорци са све кључевима и бравицама се и данас чувају у збирци „Фашингер“. Ова справа се пуних 600 година задржала у Европи. Последњи модел потиче из 1903. из Немачке.